# 桜峠 (奈良県御杖村)
桜峠（さくらとうげ）は、奈良県宇陀郡御杖村にある伊勢本街道の峠。現在は国道369号の経路上に位置する。

## 概要
- 位置：北緯34度29分9秒 東経136度9分11秒 / 北緯34.48583度 東経136.15306度
- 標高：560m

## 通過する道路
- 国道369号

## 周辺
- 御杖村立御杖小学校 - 峠の脇に位置する、ドーム型の校舎を特徴とする学校。
- 御杖村役場